# Albert Pinkham Ryder

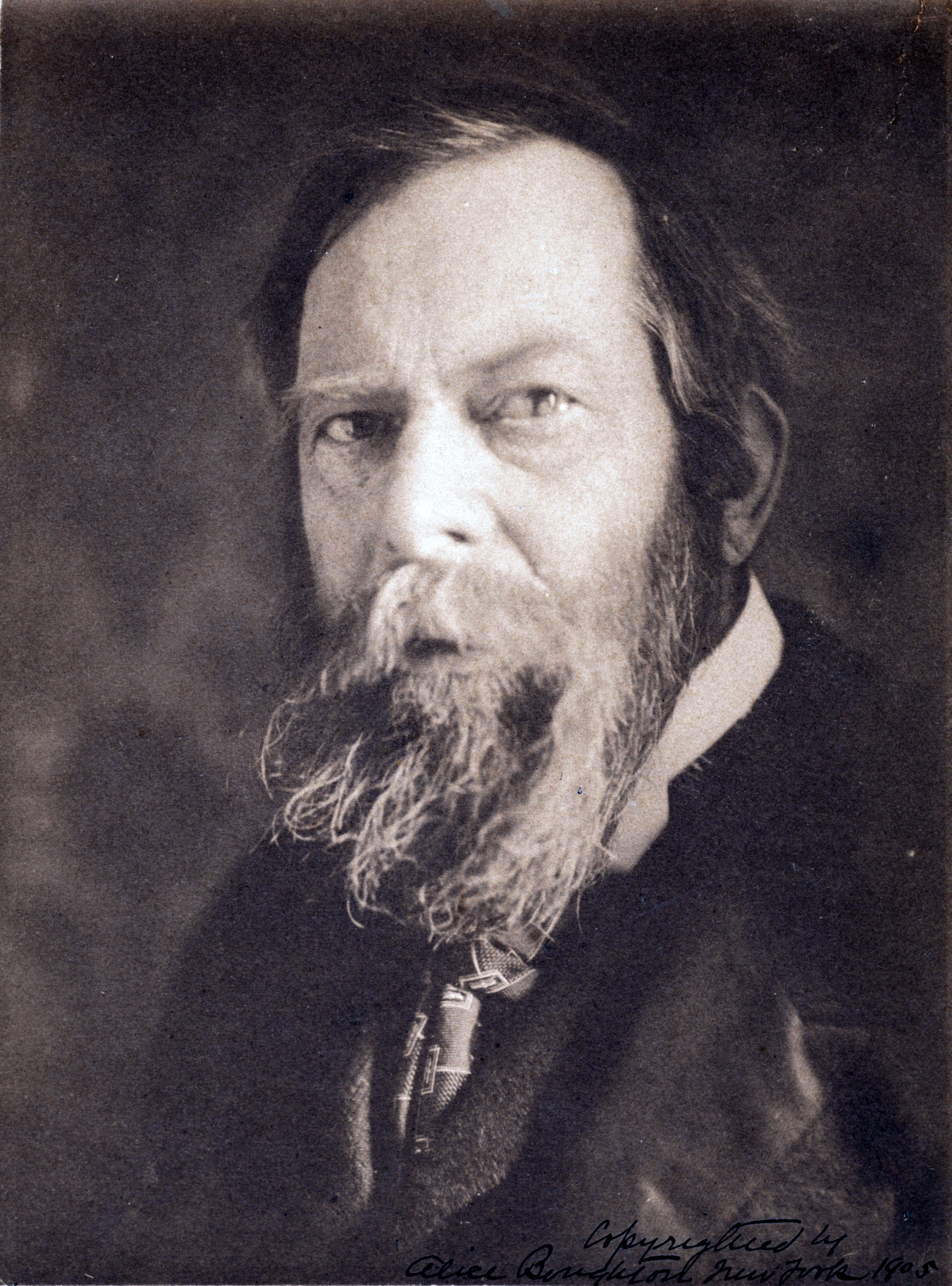
Albert Pinkham Ryder, 1905

Albert Pinkham Ryder (* 19. März 1847 in New Bedford (Massachusetts); † 28. März 1917) war ein amerikanischer Maler, der am besten für seine poetischen und stimmungshaften allegorischen Arbeiten und Seestücke wie auch für seine Exzentrizität bekannt war. Während seine Kunst eine Emphase für subtile Variationen der Farbe mit dem Tonalismus teilte, war sie einzigartig in der Akzentuierung der Form in einer Art, die manche Kunsthistoriker als vorherwissende Moderne Kunst sehen.

## Frühes Leben
Ryder war der jüngste von vier Söhnen. New Bedford, eine betriebsame Walfangstadt im 19. Jahrhundert, hatte eine enge Verbindung zur See, die Ryder vermutlich in seinem späteren Leben Inspiration gab. Über seine Kindheit ist wenig bekannt. Die Ryder-Familie zog 1867 oder 1868 nach New York City, wo ein älterer Bruder ein erfolgreiches Restaurant eröffnet hatte.

## Studium und frühe Karriere
Ryders frühes Interesse an Kunst wurde in New York genährt von William E. Marshall. Von 1870 bis 1873, und wieder von 1874 bis 1875, studierte Ryder Kunst an der National Academy of Design. Dort stellte er 1873 sein erstes Gemälde aus und traf den Künstler Julian Alden Weir, der ein lebenslanger Freund wurde. 1878 trat Ryder in die neu gegründete Society of American Artists ein, eine lose organisierte Gruppe deren Werk nicht mit den akademischen Standards der Zeit übereinstimmte. Andere Mitglieder waren Augustus Saint-Gaudens, Robert Swain Gifford (ebenfalls aus New Bedford), Ryders Freund Julian Alden Weir, John La Farge, und Alexander Helwig Wyant. Ryder stellte mit dieser Gruppe von 1878 bis 1887 aus. Seine frühen Werke aus den 1880ern waren oft tonalistische Landschaften, manchmal mit Vieh, Bäumen und kleinen Gebäuden.

## Artistische Reife

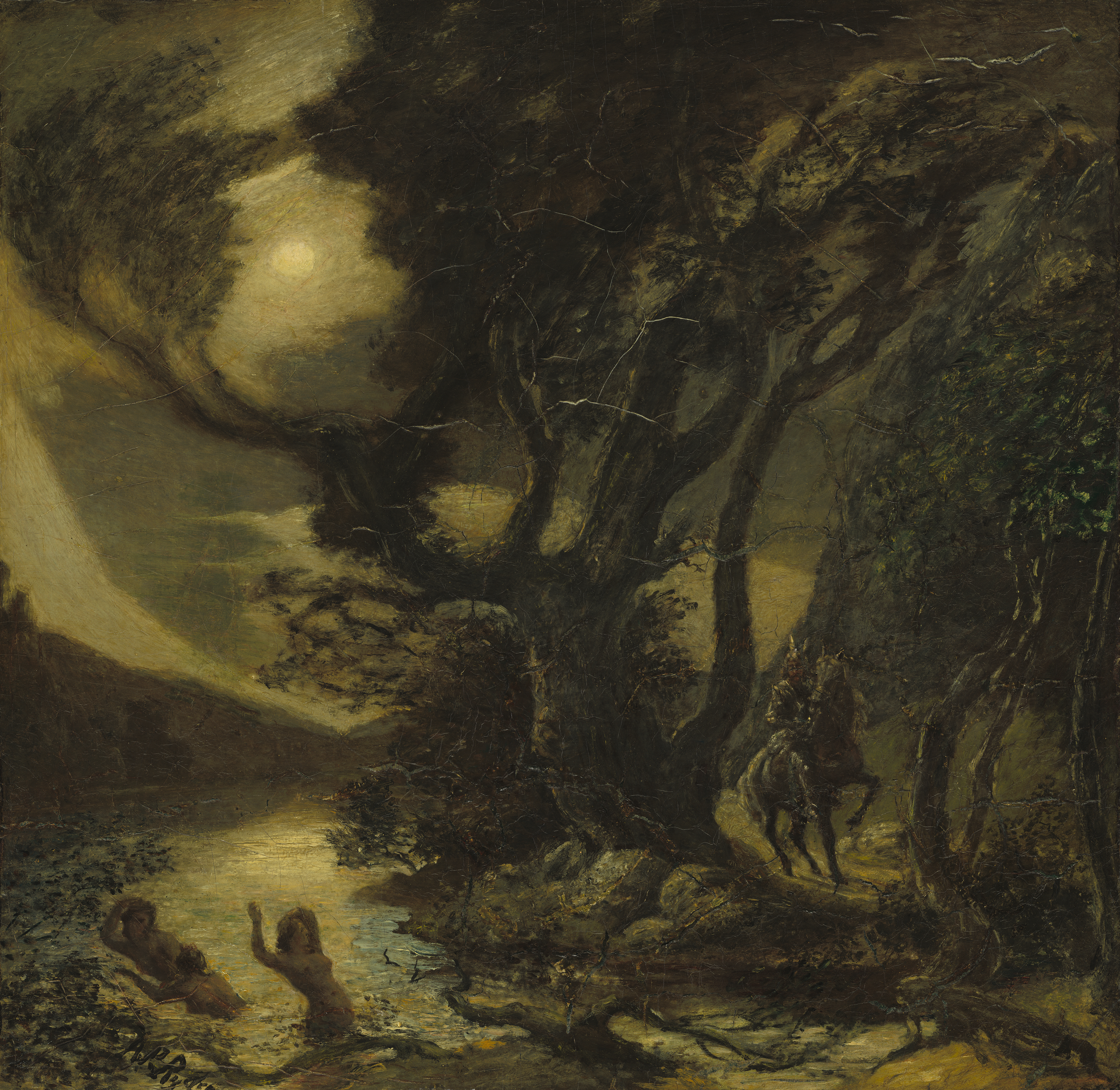
The Siegfried and the Rhine Maidens (1875–1891), National Gallery of Art, Washington, DC

Die 1880er und 1890er werden als Ryders kreativste und künstlerisch reife Jahre angesehen. Seine Kunst wurde poetischer und imaginativer und Ryder schrieb Gedichte als Begleitung zu vielen seiner Werke. Seine Gemälde zeigten manchmal Szenen aus der Literatur, Opern und Religion. Ryders charakteristischer Stil ist gekennzeichnet von leuchtenden, bisweilen schlecht bestimmten Formen oder stilisierten Figuren in einem traumartigen Land oder Seestück. Seine Szenen werden oft von schwachem Sonnenlicht oder leuchtendem Mondlicht durch schaurige Wolken beleuchtet. Ryder signierte seine Werke nur selten.

## Ryders Methoden

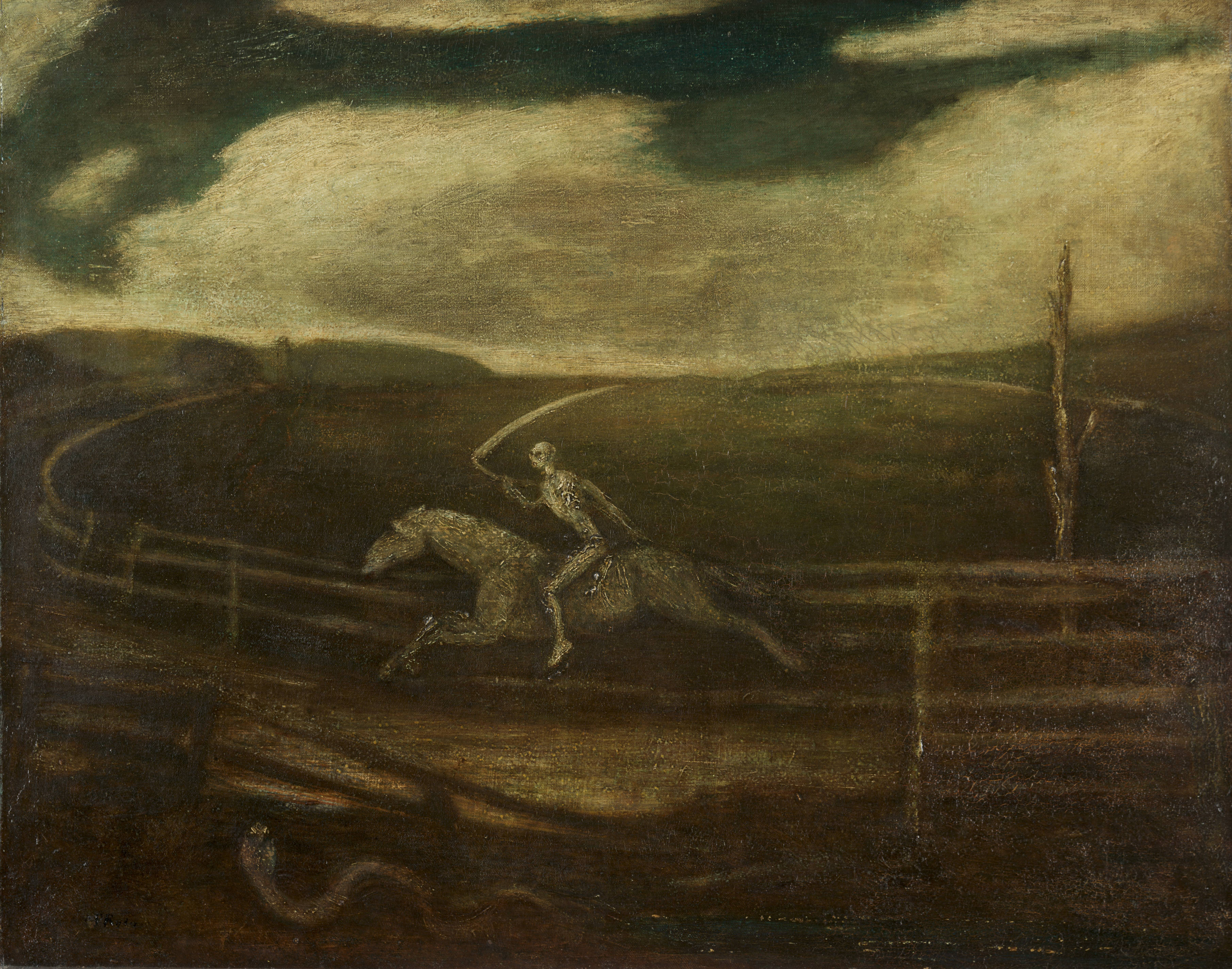
The Race Track (Death on a Pale Horse) (1895–1910), Cleveland Museum of Art

Ryder nutzte seine Farben reichlich und sorglos. Seine Gemälde, an denen er oft 10 Jahre und mehr arbeitete, waren aus Schichten von Farbe und Firnis übereinander aufgebaut. Oft malte er auf nasser Firnis, oder malte mit schnelltrocknender Farbe über eine Lage langsamtrocknender Farbe. Das Ergebnis ist, dass Ryder-Gemälde instabil bleiben und nachdunkeln. Sie bilden Risse und trocknen selbst nach Jahrzehnten nicht vollständig, manchmal zerfallen sie vollständig. Aus diesen Gründen und weil manche Ryder-Gemälde von anderen nach seinem Tod beendet oder überarbeitet wurden, sehen manche Gemälde heute sehr anders aus als zum Entstehungszeitpunkt.

## Exzentrizität und Ruhm: Ryders späte Jahre
Nach 1900, sein Vater war gestorben, ging Ryders Kreativität dramatisch zurück. Für den Rest seines Lebens widmete er seine künstlerische Energie gelegentlichen Überarbeitungen vorhandener Gemälde, von denen manche verstreut in seinem New Yorker Appartement lagen. Besucher waren betroffen von seinen schlampigen Gewohnheiten. Ryder reinigte nie, der Boden war verdeckt von Müll, altem Essen und dicken Staubschichten. Für Besucher musste er Platz zum Stehen oder Sitzen freimachen. Er war schüchtern und suchte nicht die Gemeinschaft anderer, empfing Gäste aber höflich und erfreute sich am Geschichtenerzählen und Erzählen über seine Kunst. Er erwarb den Ruf eines Eigenbrötlers, hielt jedoch soziale Kontakte, korrespondierte gerne und fuhr fort, auf Reisen seine Freunde zu besuchen.
Obwohl seine Kreativität im neuen Jahrhundert sank, wuchs sein Ruhm. Wichtige Sammler amerikanischer Kunst sammelten seine Arbeit und traten oft als Leihgeber für nationale Kunstausstellungen auf; Ryder selbst hatte das Interesse, sein Werk auszustellen, verloren. Die National Academy of Design wählte Ryder 1906 zum Vollmitglied (NA) der Akademie. 1908 wurde er in die American Academy of Arts and Letters gewählt. 1913 wurden 10 seiner Arbeiten in der historischen Armory Show gezeigt, eine Ehre die seine Wertschätzung durch moderne Künstler der Zeit zeigt.
1915 verschlechterte sich Ryders Gesundheitszustand und er starb im Heim eines Freundes, der für ihn sorgte. Eine Gedächtnisausstellung wurde 1918 im Metropolitan Museum of Art in New York abgehalten. Während die Arbeiten vieler seiner Zeitgenossen im 20. Jahrhundert in Vergessenheit gerieten, blieb seine Reputation weitgehend intakt dank seines einzigartigen und zukunftszugewandten Stils.

## Die Frage der Authentizität
In ihrem Buch, Albert Pinkham Ryder: Painter of Dreams, schreiben William Innes Homer und Lloyd Goodrich, „There are more fake Ryders than there are forgeries of any other American artist except his contemporary Ralph Blakelock“. Die Autoren, Ryder-Experten, schätzen die Anzahl der Fälschungen auf über 1000. Sie behaupten auch (Stand 1989), dass einige in privaten und musealen Sammlungen bleiben, und von Kunsthändlern und Auktionshäusern angeboten werden. Ein Grund hierfür ist, dass Ryder einfach zu fälschen ist. Fälscher verfügen über ein reichhaltiges Repertoire an Techniken um Bilder künstlich zu altern, wie das Malen auf alten Leinwänden oder das Backen, um Risse zu erzeugen. Fälschungen können durch visuelle und chemische Untersuchungen erkannt werden, wie auch durch eine beweisbare Herkunft – eine schriftliche Dokumentation der Besitzverhältnisse eines Bildes.